# Luchtpostbriefkaart
Een luchtpostbriefkaart of luchtpostkaart is een briefkaart bestemd voor verzending per luchtpost. Dit blijkt uit het tarief van de zegelindruk, de tekst "carte postale" en uiteraard de tekst "Par avion" (witte letters in een blauw veld).